# 取星寺
取星寺（しゅしょうじ）は、徳島県阿南市羽ノ浦町岩脇に所在する寺院。山号は妙見山で、宗派は高野山真言宗。本尊は虚空蔵菩薩。四国八十八箇所第十九番立江寺奥の院、阿波七福神霊場札所・福禄寿。

## 概要
寺伝によれば、平安時代初期の延暦11年（792年）に空海（弘法大師）が太龍の峰（現・太龍寺）で修法中に、地上に厄災を及ぼす妖星が現れた。空海が秘法を用いると妖星が地上に落ち松の木に引っかかった。空海がその星を拾い、妙見菩薩と虚空蔵菩薩を刻んでこの地に納めたと伝わる。
南北朝時代の至徳元年（1384年）、増吽上人が鹿島大明神・香取大明神を勧進し妙見宮を建立したと言われる。
天保3年（1831年）、快典上人は山麓山頂に新四国を建立。
明治時代の神仏分離令により取星寺と明現神社とに分離された。
なお、「四国十九番奥之院」と「阿波七福神霊場」の納経及び御影の授与は寺務所にて行なっているが、住職不在の場合は書き置きが入った箱が用意されているので、書き置きの納経を頂くようになっている。

## 境内
- 本堂
- 虚空蔵菩薩堂
- 鐘楼
- 阿弥陀堂
- 三宝荒神堂：七福神福禄寿、妙見大明神
- 大師堂
- 熊鷹大明神（祠）
- 阿加井の井戸
- 七福神石像・魚覧観音石像・蜂須賀年子女史歌碑・・
- 新四国

## 文化財
県指定有形文化財
- 木造阿弥陀如来坐像：像高91cm、寄木造り。鎌倉時代の作。漆箔、着衣に彩色を施す。昭和43年（1968年）12.6指定

阿南市指定有形文化財
- 半鐘：昭和57・8・2指定

阿南市指定史跡
- 新四国霊場：昭和39・7・13指定

## 前後の札所
四国八十八箇所
19 立江寺 -- 19番奥の院 取星寺 -- 20 鶴林寺

## ギャラリー

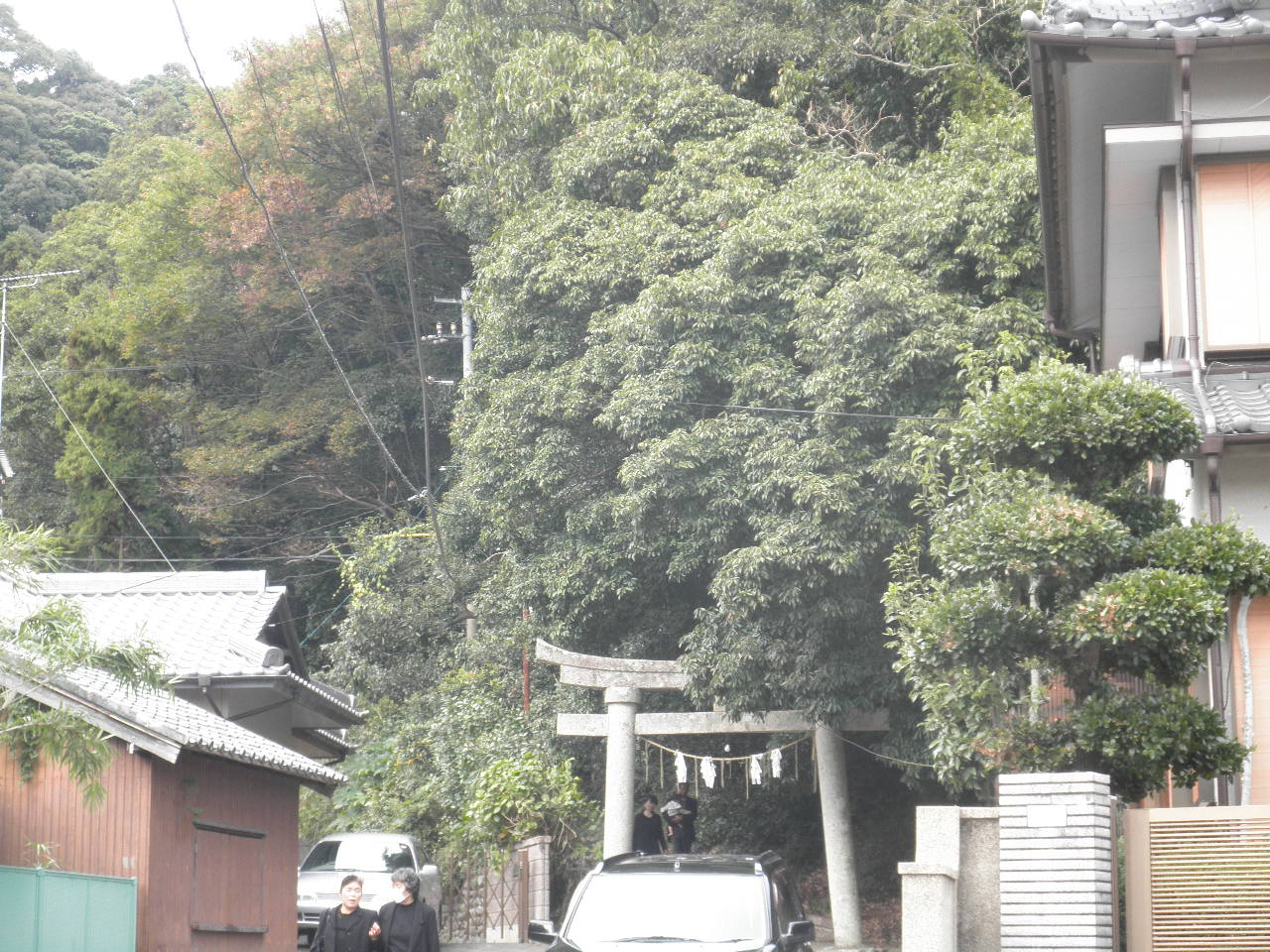
鳥居
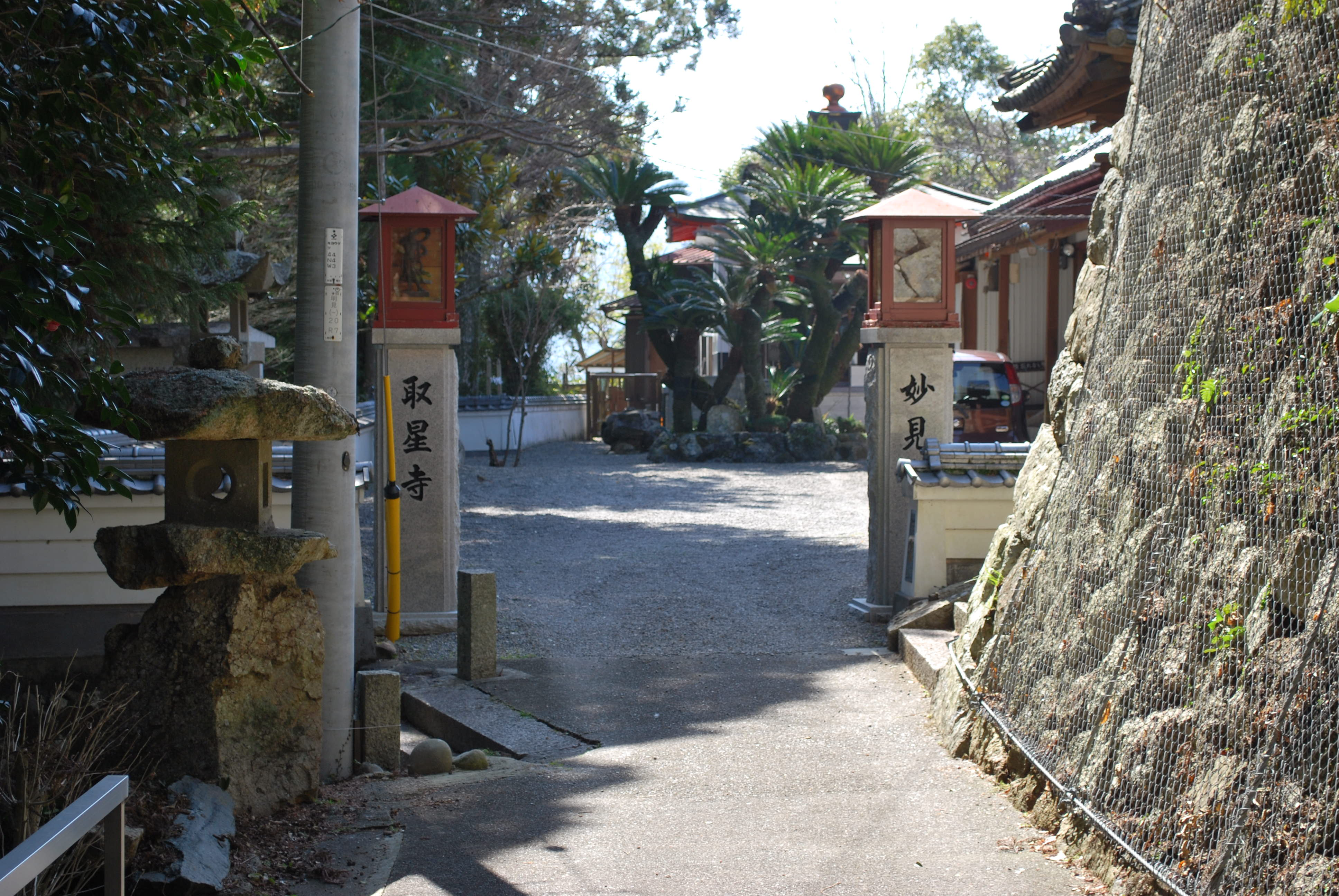
本堂の入口
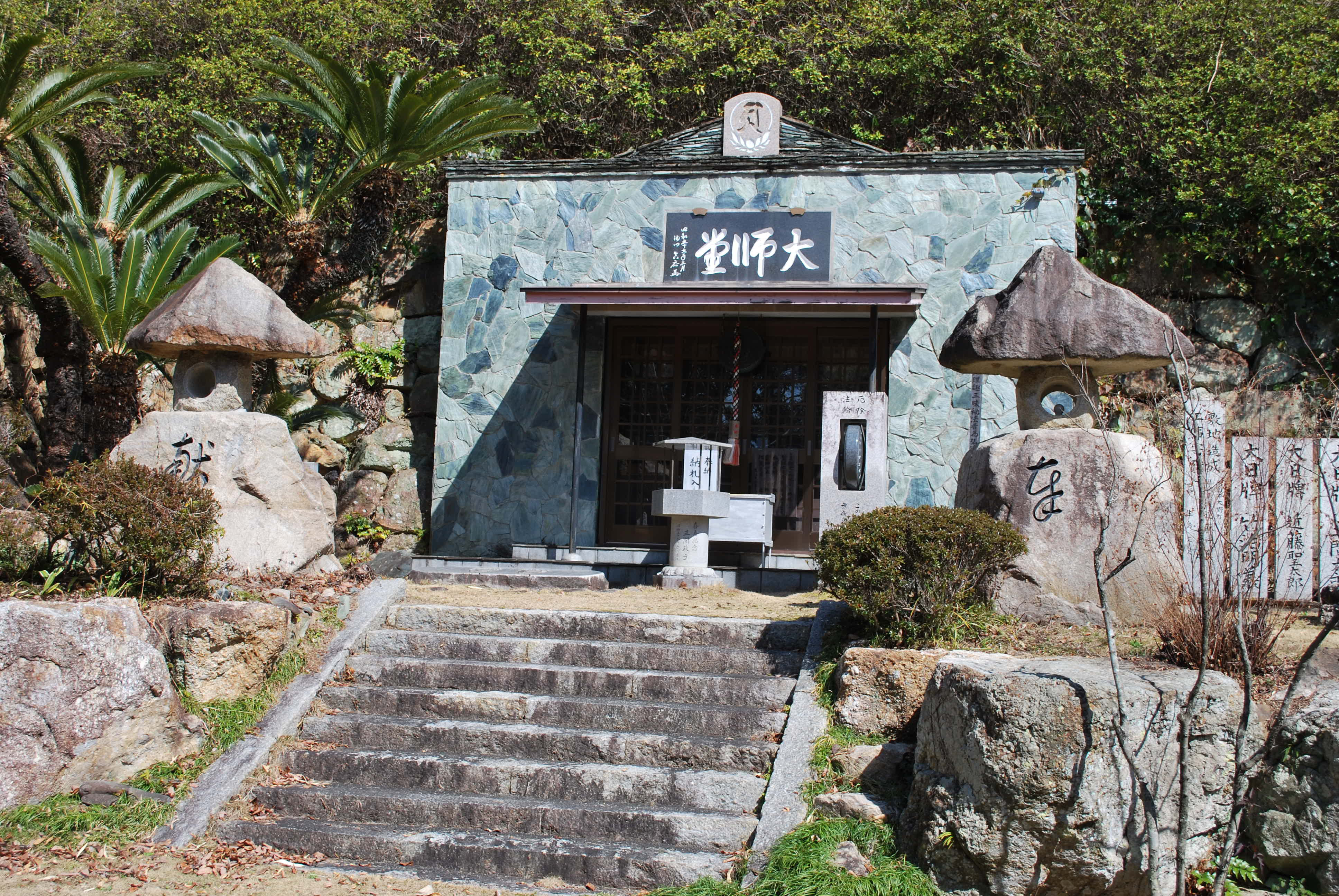
大師堂
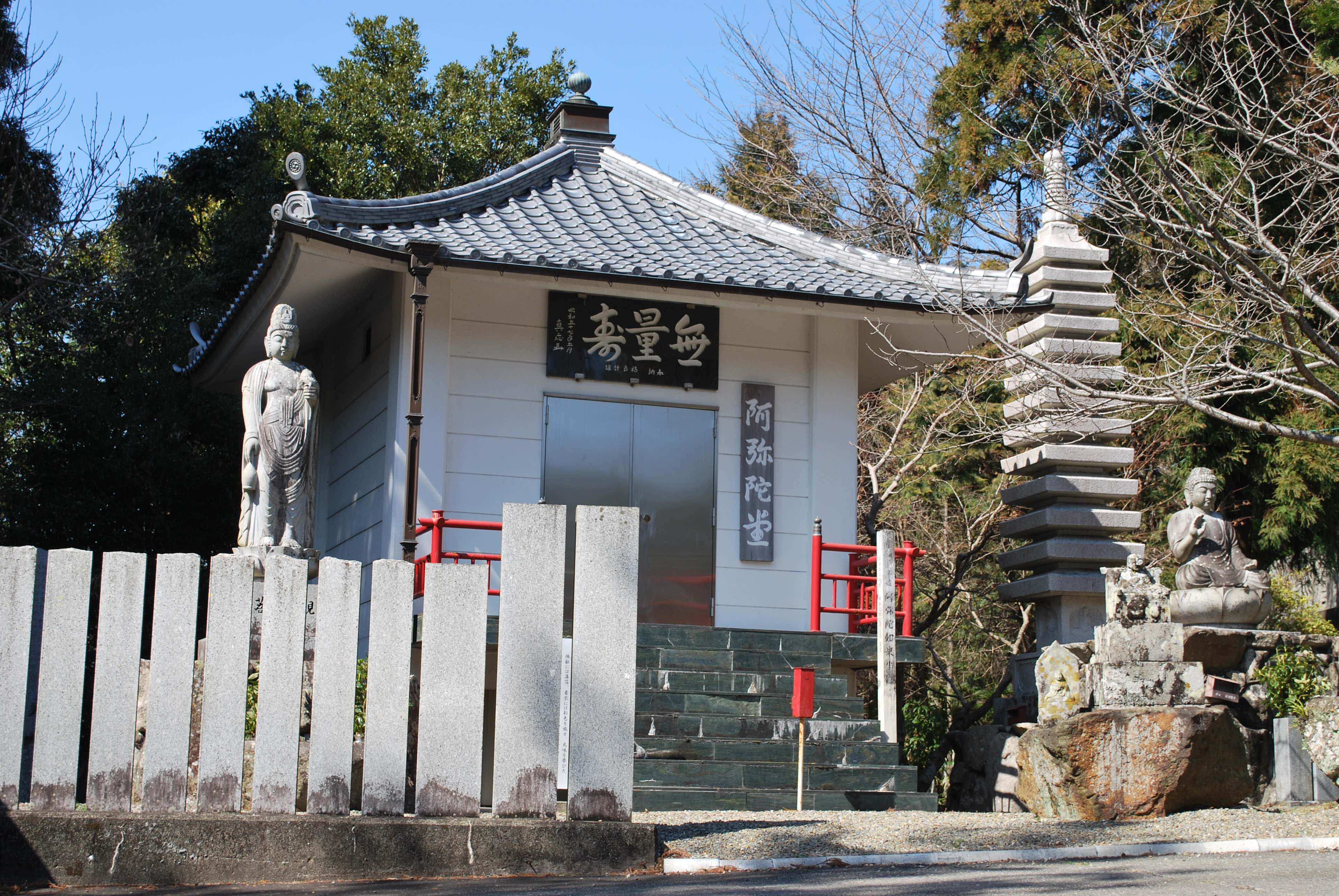
阿弥陀堂
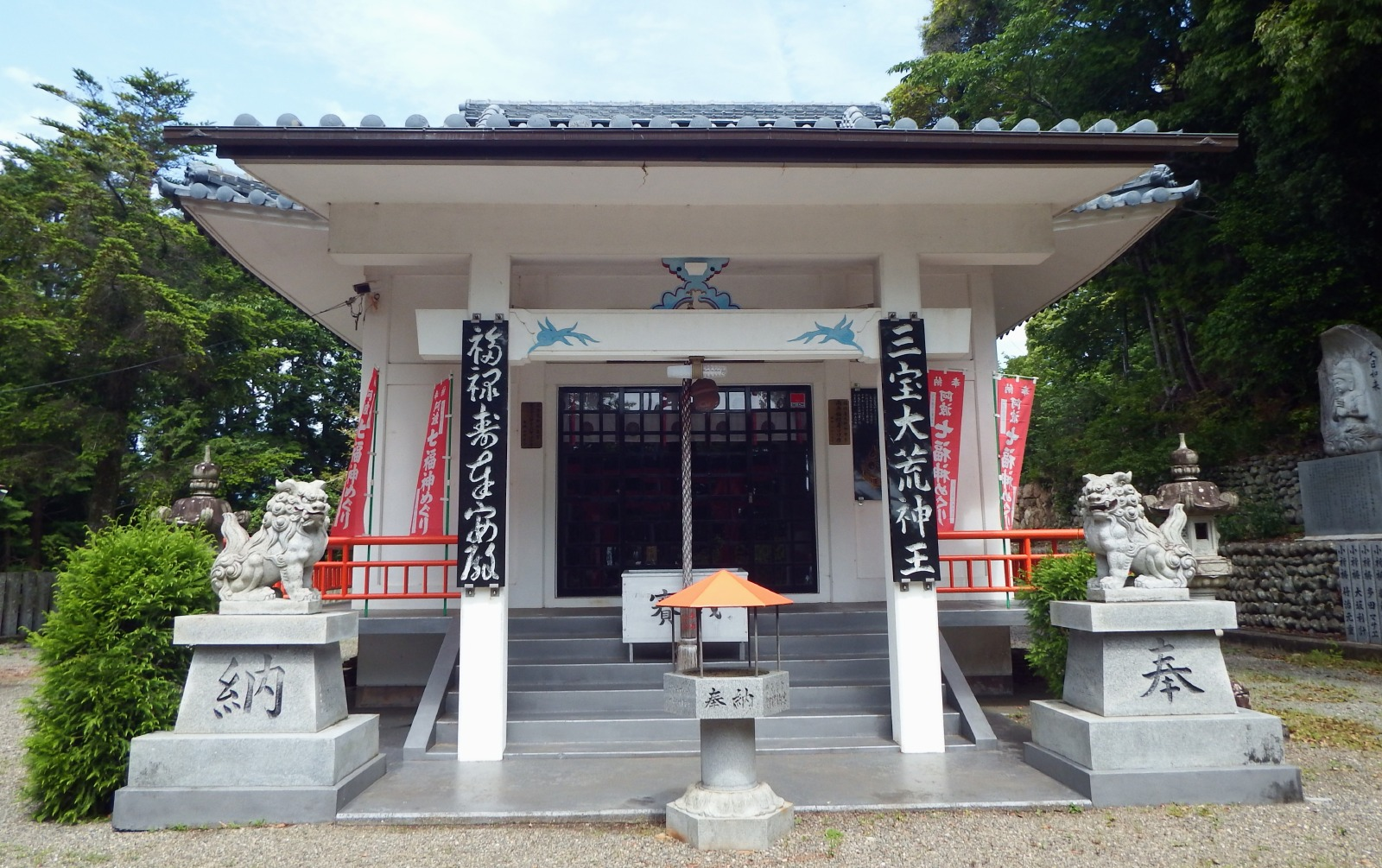
三宝大荒神王堂

## 山内周辺

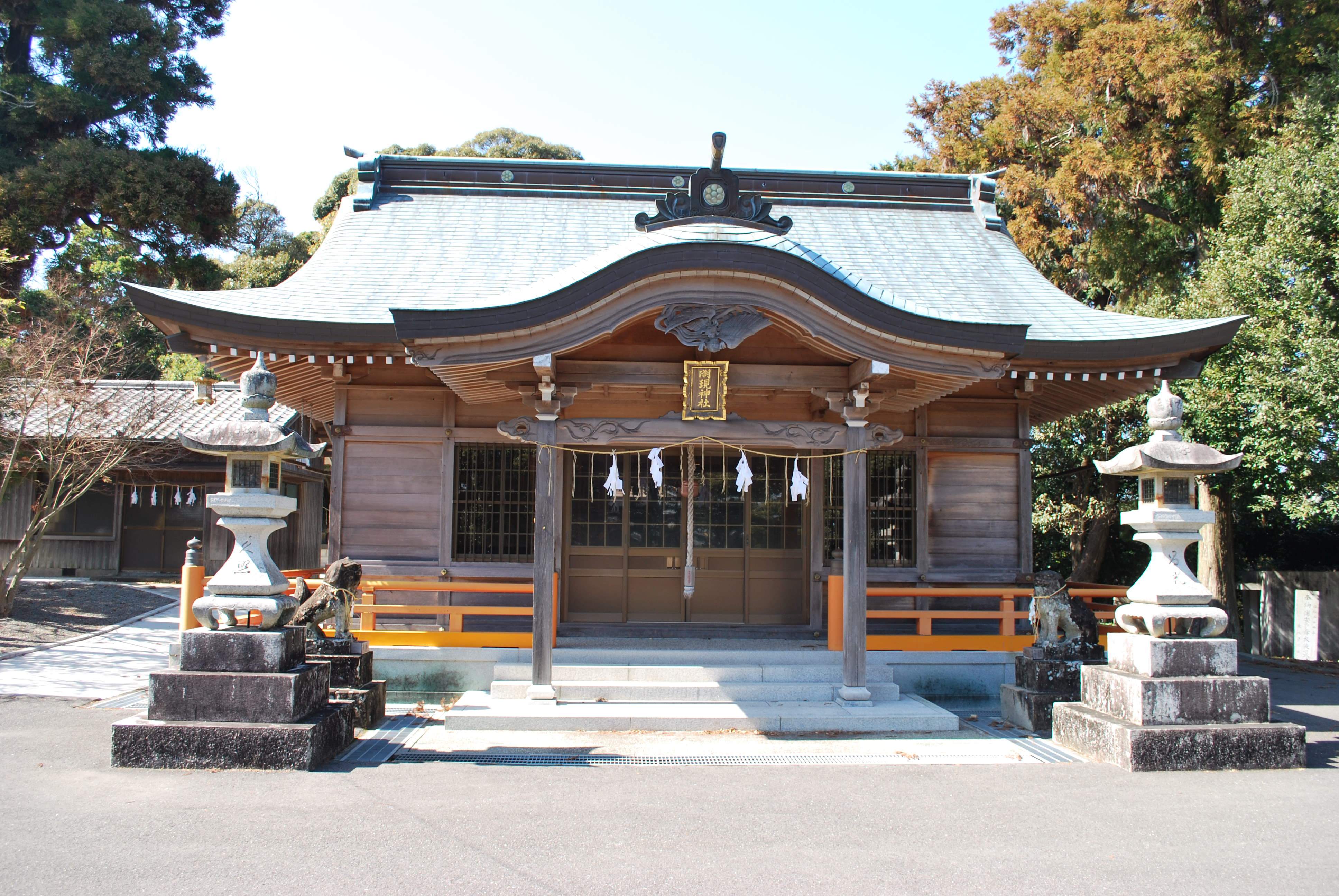
明現神社

- 明現神社：妙見宮が明治初年の神仏分離で神社となった。
- 三宝荒神奥の院（祠）
- 経塚：約600年前、増吽上人が大般若経六百巻を浄書し埋めた所。